# Cyrila
Cyrila nebo též Cyrilka je ženské jméno řeckého původu. Jde o ženskou podobu křestního jména Cyril, které pochází z řečtiny a znamená pán či páneček. Svátek stejně jako toto jméno slaví dne 5. července.

## Domácké podoby
Mezi domácké podoby křestního jména Cyrila patří Cyrka, Cyrilka, Cyruška a Cyruše.

## Obliba jména
Jméno Cyrila se mezi novorozenci téměř vůbec nevyskytuje, nejmladší nositelka se narodila roku 2022.[zdroj?] Průměrný věk nositelek tohoto jména žijících v roce 2016 je 76 let. Počet žijících nositelek tohoto jména pravidelně klesá – v roce 2010 žilo 46 nositelek, v roce 2013 jich žilo 39, v roce 2016 již pouze 31. U jména Cyrilka je průměrný věk 79 let, u jména Cyrilla dokonce 83 let.
Ani na světě není jméno Cyrila nijak běžné, v roce 2014 žilo na světě přibližně 212 nositelek, nejvíce z nich v Brazílii. Jméno Cyrilla je podstatně běžnější, v roce 2014 žilo na světě přibližně 1 299 nositelek, z toho nejvíce v USA, Brazílii a Indonésii.

## Významné osobnosti
- Cyrila Marková – česká ekonomická geografka
- Cyrilla Mozenterová – americká výtvarnice
- Cyrila Nečasová – česká básnířka
- Marie Alžběta Polyxena Cyrila Terezie z Lobkovic – česká kněžna